# Olchowiec (województwo zachodniopomorskie)
Olchowiec (niem. Aalkist) – wieś w Polsce, w województwie zachodniopomorskim, w powiecie drawskim, w gminie Drawsko Pomorskie. W latach 1975–1998 miejscowość należała administracyjnie do województwa koszalińskiego. Olchowiec wchodzi w skład sołectwa Żółte. W 2006 roku miejscowość zamieszkiwało 10 osób.

## Nazwa
12 lutego 1948 r. ustalono urzędową polską nazwę miejscowości – Olchowiec, określając drugi przypadek jako Olchowca, a przymiotnik – olchowiecki.

## Geografia
Miejscowość leży ok. 4 km na zachód od Żółtych, ok. 300 m na zachód od rzeki Starej Regi, ok. 1,6 km na północny wschód od jeziora Dołgie Małe. 

## Historia
W 1754 r. zgodnie z testamentem właściciela Olchowca, Johanna Carla von Birckholtz, miejscowość przeszła w posiadanie jego brata – Georga Alberta. Jednakże w 1774 roku miejscowość nie należała już do dóbr rodzinnych.

## Zabytki
Do wojewódzkiego rejestru zabytków wpisane są
- park dworski, nr 1, z drugiej połowy XIX wieku
- zespół dworski nr 8, z drugiej połowy XIX w., w skład którego wchodzą:
  - dwór
  - park
  - cmentarz rodowy.

## Demografia
- 1852 – 88 mieszkańców[7]
- 1905 – 138 mieszkańców[8]
- 1910 1 grudnia – 120 mieszkańców[9]
- 1933 – 168 mieszkańców[10]
- 1939 maj – 174 mieszkańców w 36 gospodarstwach[11]